# نجات فالو بلقاسم
نجات فالو بلقاسم (زاده ۴ اکتبر ۱۹۷۷)، سیاستمدار سوسیالیست فرانسوی است که در تاریخ ۲۵ اوت ۲۰۱۴ به عنوان اولین زن وزیر آموزش ملی در دولت مانوئل والس انتخاب شد.
وی پیش از این وزیر امور زنان (۱۶ مارس ۲۰۱۲–۲۵ اوت ۲۰۱۴) بوده‌است.

## زندگی‌نامه
او دومین فرزند خانواده هفت نفره مراکشی الاصل است که در شهر کوچک بنی شیکر از توابع ناظور متولد شده‌است. در سال ۱۹۸۲ به همراه پدرش که پدرش کارگر ساختمان بود و مادر و خواهر بزرگترش به آمیان در شمال فرانسه مهاجرت کرد. او دانش‌آموخته مدرسه علوم سیاسی پاریس است و در سال ۲۰۰۲ از این مدرسه فارغ تحصیل شد. در همین مؤسسه با بوریس فالو آشنا شد و در سال ۲۰۰۵ با او ازدواج کرد.
از سال ۲۰۰۲ به عضویت حزب سوسیالیست فرانسه درآمد.
در ۱۶ مارس ۲۰۱۲، به عنوان وزیر امور زنان و سخنگوی دولت با حکم رئیس‌جمهور فرانسه فرانسوا اولاند انتخاب شد.